# Yoandris Salinas
Yoandris Salinas Luis (ur. 20 września 1985) – kubański bokser kategorii superkoguciej.

## Kariera amatorska
W 2005 r. Salinas zdobył brązowy medal na Mistrzostwach Kuby. W kategorii muszej, Salinas niespodziewanie przegrał swoją półfinałową walkę z 16-letnim Ronielem Iglesiasem. Na kolejnych mistrzostwach kraju, w 2006 r. Salinas zdobył złoty medal w tej samej kategorii, pokonując Andry'ego Laffitę. Dzięki zwycięstwu Salinas wziął udział w Igrzyskach Ameryki Środkowej i Karaibów. Kubańczyk zdobył srebrny medal, przegrywając w finale minimalnie, jednym punktem z Dominikańczykiem Juanem Payano.
Podczas 46. Mistrzostw Kuby Salinas po raz kolejny zdobył złoty medal, pokonując po raz kolejny, na punkty (16:9) Laffitę. Dzięki zwycięstwu na krajowych mistrzostwach Salinas wziął udział w turnieju kwalifikacyjnym na Igrzyska Panamerykańskie w Rio De Janeiro. Kubańczyk został zwycięzca zawodów, pokonując w finale Meksykanina Braulio Ávilę. Na Igrzyskach Panamerykańskich Salinas zdobył brązowy medal w kategorii muszej. Podczas zawodów pokonał Juana Vegę i Alexandra Gueracuco. W półfinale pokonał go McWilliams Arroyo, który zdobył złoty medal. Co ciekawe jego rywal z kwalifikacji Ávila również zdobył brązowy medal w tej samej kategorii wagowej. W 2008 r. Salinas niespodziewanie przegrał w 1/16 finału Mistrzostw Kuby. W wyższej kategorii niż dotychczas, koguciej pokonał go na punkty (7:11) Osieris Hernández. W 2009 r. Salinas na kolejnych Mistrzostwach Kuby wystartował w kategorii koguciej. Salinas zdobył srebrny medal, przegrywając w finale ze srebrnym medalistą olimpijskim Yankielem Leónem

## Kariera zawodowa
Po ucieczce z Kuby w 2009 r. Salinas przeszedł na zawodowstwo. Kubańczyk zadebiutował 4 grudnia 2009 r., mając za rywala bardzo doświadczonego reprezentanta Portoryko Felixa Floresa. Salinas okazał się zdecydowanie lepszy w cztero-rundowym pojedynku, pokonując Floresa bardzo wysoko na punkty (40-32, 39-33, 40-32). Była to czwarta porażka Portorykańczyka z rzędu. Po dwóch kolejnych zwycięstwach rywalem Kubańczyka był niepokonany Meksykanin Danny Aquino. Salinas zwyciężył niejednogłośnie na punkty w tym pojedynku. Dwóch sędziów wskazało przewagę Kubańczyka w stosunku 39-37 a trzeci sędzia Toby Tamarkin widział taką samą przewagę, ale młodszego Meksykanina. 16 lipca 2011 r. Salinas zmierzył się z bardzo doświadczonym Kolumbijczykiem Johnem Moliną. Kolumbijczyk w 2002 r. walczył o mistrzostwo świata, remisując w pojedynku z Nelsonem Dieppą po technicznej decyzji sędziów. Walka została przerwana przez przypadkowe zderzenie głowami. Niepokonany Kubańczyk bez problemów pokonał Molinę, nokautując go w trzeciej rundzie pojedynku. Salinas dzięki zwycięstwu nad Kolumbijczykiem zdobył pas WBC Latino w kategorii superkoguciej. Kubańczyk nie bronił tytułu WBC, który zdobył w poprzednim pojedynku. Już dwa tygodnie później, 30 lipca Salinas zmierzył się z Nikaraguańczykiem Carlosem Rivasem. Stawką pojedynku był pas WBA Fedebol w kategorii superkoguciej. Niepokonany Kubańczyk zwyciężył po dziewięciu rundach bardzo wysoko na punkty, zdobywając drugi pas w zawodowej karierze.
12 sierpnia 2011 r. Salinas pokonał Kolumbijczyka Felipe Almanzę. Kubańczyk wygrał przez nokaut w trzeciej rundzie. Zwycięzca dominował w tym pojedynku od początkowego gongu, zaskakując rywala szybkimi kombinacjami ciosów i ringową agresją. Walka zakończyła się w trzecim starciu, gdy Kolumbijczyk dał się wyliczyć po bardzo precyzyjnym ciosie z prawej ręki. 22 października Kubańczyk przystąpił do pojedynku z Nehomarem Cermeño. Cermeño był w przeszłości posiadaczem mistrzostwa świata WBA w kategorii koguciej, ale był to tytuł tymczasowy. W walce o pełnoprawny tytuł został dwukrotnie pokonany przez Anselmo Moreno. Walka odbyła się w Panamie, na terenie rywala. Po ośmiu rundach sędziowie niejednogłośnie ogłosili remis. Jeden sędzia wskazał 77-75 na Kubańczyka, drugi 75-77 na korzyść Wenezuelczyka a ostatni sędzi wskazał remis, punktując 76-76. Stawką walki był wakujący pas NABA w wersji USA. Po tej walce, Salinas stoczył kolejne 3. pojedynki przed obroną pasa WBA Fedebol. 25 listopada 2011 r. pokonał przez techniczny nokaut w drugiej rundzie Aneudy'ego Matosa, 7 stycznia następnego roku Danny'ego Erazo a 17 lutego, w swoim siedemnastym pojedynku zwyciężył przez techniczny nokaut w ósmej rundzie, doświadczonego Nikaraguańczyka Bismarcka Alfaro. Do pierwszej obrony pasa WBA Fedebol w kategorii superkoguciej Salinas przystąpił 19 maja 2012 r., mając za rywala Imera Velásqueza. Kubańczyk łatwo obronił pas, nokautując rywala w szóstej rundzie pojedynku, który zaplanowany był na dziewięć rund.
23 lipca 2012 r. rywalem Salinasa był Dominikanczyk Geyci Lorenzo. Walka odbyła się na terenie rywala, w legendarnej hali nazwanej imieniem boksera Carlosa Teo Cruza. Salinas łatwo wygrał w tym pojedynku, zwyciężając przez poddanie rywala w szóstej rundzie. Wcześniej, w rundzie pierwszej Lorenzo był liczony. Następny pojedynek Salinas stoczył zaledwie trzy dni później, pokonując w czwartej rundzie Jose Anibala Cruza. 6 października Salinas pokonał jednogłośnie na punkty Nikaraguańczyka Eliecera Lanzasa. 5 października 2013 r. Salinas zmierzył się z mistrzem świata WBA w kategorii superkoguciej, Brytyjczykiem Scottem Quiggiem. Pojedynek odbył się na terenie mistrza w O2 Arena, w Londynie. Po dwunastu rundach decyzją większości sędziowie ogłosili remis. Opinie ekspertów na temat werdyktu były podzielone. Jedni uważali, że aktywniejszy w początkowych rundach Kubańczyk powinien zwyciężyć a inni twierdzili, że Quigg odrobił straty w drugiej części pojedynku. Dzięki remisowi Quigg obronił tytuł. W kolejnym pojedynku, który odbył się 12 lipca 2014 r. Salinas niespodziewanie doznał pierwszej porażki w karierze, przegrywając przez techniczny nokaut w piątej rundzie. Kubańczyk kontrolował przebieg pojedynku przez pierwsze trzy rundy, wygrywając je. W czwartej rundzie postanowił walczyć z rywalem w półdystansie, co przyniosło pierwsze liczenie w jego karierze. Jego rywal Meksykanin Enrique Quevedo nie wypuścił zwycięstwa z rąk i w piątej rundzie posłał rywala dwukrotnie na deski, co skutkowało poddaniem Kubańczyka przez sędziego.